# Mike Damus
Michael Paul Damus, detto Mike (30 settembre 1979), è un attore statunitense.
È conosciuto soprattutto per il suo ruolo da protagonista, Marty DePolo, nella sitcom dell'ABC, Un angelo poco... custode e come co-protagonista nel film Proibito amare. Inoltre, Damus partecipó anche in Men, Women & Dogs e nella serie di TNT, Trust Me.

## Filmografia

### Cinema
- Proibito amare (Lost in Yonkers), regia di Martha Coolidge (1993)
- A Pig's Tale, regia di Paul Tassie (1994)
- Car Jack 101, regia di Mike Damus (2007)
- Taglines, co-regia di Geoffrey Arend (2008)
- Rough Sext, regia di Mike Damus (2011)
- Body of Proof: The Musical, co-regia di Geoffrey Arend (2012)
- Shotgun Wedding, regia di Danny Roew (2013)
- Beach Pillows, regia di Sean Hartofilis (2014)

### Serie TV
- Paradise (1995)
- My Guys – serie TV, episodi 1x01-1x06 (1996)
- The Faculty – serie TV, episodio 1x01 (1996)
- ABC TGIF (1997)
- Un angelo poco... custode (Teen Angel) – serie TV, 17 episodi (1997-1998)
- Weird Science – serie TV, episodio 5x18 (1998)
- Brutally Normal – serie TV, 7 episodi (2000)
- Popular – serie TV, episodi 2x08-2x09-2x10 (2000)
- Men, Women & Dogs – serie TV, 12 episodi (2001-2002)
- So Downtown – serie TV, episodio 1x01 (2003)
- The Big House – serie TV, episodio 1x06 (2004)
- Joan of Arcadia – serie TV, episodio 2x13 (2005)
- Numb3rs – serie TV, episodio 2x02 (2005)
- Trust Me – serie TV, 13 episodi (2009)
- Mad Men – serie TV, episodio 6x10 (2013)
- Longmire – serie TV, episodio 5x07 (2016)
- Documentary Now! – serie TV, episodio 2x03 (2016)
- Westworld - Dove tutto è concesso (Westworld) – serie TV, episodio 2x10 (2018)